# Itof – Dans ma citrouille
Albums de Patof
Patof Rock
(1975) Gilbert Chénier – Polpon
(1975)
Itof – Dans ma citrouille est un album de chansons d'Itof, commercialisé en 1975.
Il s'agit du deuxième album du général Itof et le seizième de la série Patof, il porte le numéro de catalogue PA 39312 (C 1111/2).
Itof est un personnage de la série télévisée québécoise pour enfants Patofville, et il est interprété par Roger Giguère.
La sortie de l'album, qui était initialement prévue après l'album de Polpon interprété par Gilbert Chénier, a été avancée en raison du décès de ce dernier. Le numéro de catalogue Patof de l'album est supérieur à celui de Polpon dans la série Patof, mais son numéro de catalogue Campus est inférieur, ce qui confirme une sortie devancée.

## Titres
| 1. | Ma moustache          | Claude Leclerc, Pete Tessier  | 3:13 |
| 2. | Pour tromper l'ennemi | Gilbert Chénier, Pete Tessier | 3:27 |
| 3. | Mon costume           | Gilbert Chénier, Pete Tessier | 2:47 |
| 4. | Mon téléphone sonne   | Claude Leclerc, Pete Tessier  | 2:18 |
| 5. | La machine du temps   | Claude Leclerc, Pete Tessier  | 3:39 |

| 6.  | Dans ma citrouille          | Jacques Desrosiers, Pete Tessier | 2:46 |
| 7.  | En pleine face              | Gilbert Chénier, Pete Tessier    | 1:55 |
| 8.  | J'aime dormir               | Claude Leclerc, Pete Tessier     | 3:53 |
| 9.  | Le joueur de tours          | Claude Leclerc, Pete Tessier     | 2:29 |
| 10. | Je ne joue plus à la guerre | Gilbert Chénier, Pete Tessier    | 2:48 |

## Crédits
- Production : Pete Tessier
- Promotion : Jean-Pierre Lecours
- Ingénieur : Pete Tessier
- Studio : Son Québec